# Унімодальність

Рис. 1. Функція щільності ймовірності нормальних розподілів, приклад унімодального розподілу.

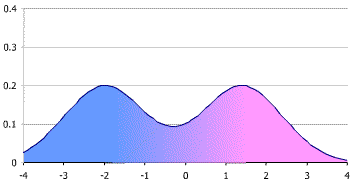
Рис. 2. Простий бімодальний розподіл.

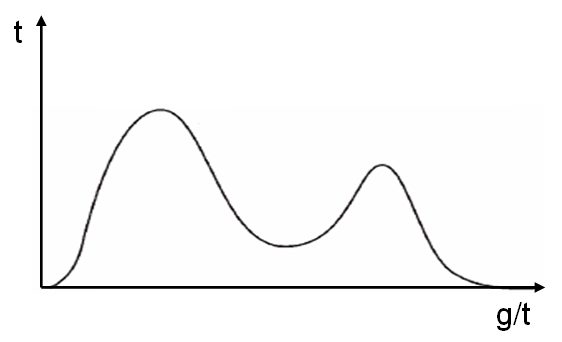
Рис. 3. Бімодальний розподіл. Зверніть увагу, що лише найбільший пік відповідатиме моді в строгому сенсі визначення моди

У математиці унімодальність (англ. unimodality) означає наявність унікальної моди — значення випадкової величини, що трапляється найчастіше в сукупності спостережень. Це таке значення x, в якому функція мас ймовірностей набуває максимального значення. Загалом, унімодальність означає, що існує лише одне найвище значення, якось визначене, певного математичного об'єкта.
У статистиці унімодальний розподіл ймовірностей або унімодальний розподіл — це розподіл ймовірностей, який має один пік. Термін «мода» в цьому контексті відноситься до будь-якого піку розподілу, а не лише до строгого визначення моди, яке є звичайним у статистиці.
Якщо є єдина мода, функція розподілу називається «унімодальною». Якщо він має більше режимів, він є «бімодальним» (2), «тримодальним» (3) тощо, або взагалі «мультимодальним». Рисунок 1 ілюструє нормальні розподіли, які є унімодальними. Інші приклади унімодальних розподілів включають розподіл Коші, t-розподіл Стьюдента, розподіл хі-квадрат і експоненціальний розподіл. Серед дискретних розподілів біноміальний розподіл і розподіл Пуассона можна розглядати як унімодальні, хоча для деяких параметрів вони можуть мати два суміжних значення з однаковою ймовірністю.
На рисунках 2 і 3 показано бімодальні розподіли.

## Інтернет-ресурси
- Optymalizacja jednowymiarowa (metody eliminacji)